# Быковский, Сергей Николаевич
Серге́й Никола́евич Быко́вский (11 августа 1896, Москва — 19 декабря 1936, Ленинград) — советский историк, журналист и общественный деятель. Один из первых редакторов газеты «Серп и молот».

## Биография
Сергей Быковский родился в 1896 году в Москве в семье адвоката. В 1915 году окончил гимназию и поступил в ИМУ на физико-математический факультет, однако в 1916 году был призван на военную службу. В армии он вёл агитацию среди солдат за окончание войны. Летом 1917 года был предан военно-полевому суду по обвинению в «подрыве авторитета командного состава». В 1918 году вступил в ВКП(б) и стал бороться за утверждение власти Советов.
До 1919 года являлся членом комитета и бюро уездного комитета ВКП(б) Клинского района Московской губернии; председатель правления Союза советских служащих, членом Совета профессиональных союзов, лектором и заведующим отделом внешкольного образования отдела образования Клинского уездного исполкома. Был редактором газеты «Совет рабочих и крестьян», позднее получившую название «Серп и молот». В течение 1919 года — секретарь Президиума губернского исполкома в Москве, а также военком и командир отдельного батальона при исполкоме.
В годы Гражданской войны служил в составе 497 полка 56 дивизии Красной армии и в качестве начальника разведывательной части участвовал в столкновениях с армией Николая Юденича на северо-западе России. После окончания войны и ликвидации Петербургского фронта Быковский вернулся в Клин, где проживала его семья. Он вновь стал работать в уездном комитете ВКП(б) заведующим пропаганды и агитации, непродолжительное время занимая пост редактора газеты «Совет рабочих и крестьян».
С 1920 по 1921 год вёл политическую работу среди солдат 6 дивизии в период Советско-польской войны. С 1921 по 1922 год — член московского комитета ВКП(б). С 1921 по 1923 год — член бюро и Клинского уездного комитета ВКП(б), в рамках работы которого осуществлял руководство марксистскими кружками.
С 1921 по 1923 год работал преподавателем истории в школе II ступени (4—8 классы) Клинского района Московской области. С 1923 по 1925 год преподавал обществоведение на рабочем факультете и историю в школе II ступени в Орехово-Зуевском районе Московской губернии, в местном уездном отделе народного образования руководил семинаром по выявлению квалифицированных преподавателей обществоведения в школах II ступени. С 1925 по 1930 год — доцент, затем профессор истории первобытной культуры и русской истории X—XVIII веков в педагогическом институте им. В. И. Ленина в городе Вятка (ныне Киров). С 1926 по 1929 год — председатель правления Вятского городского комитета ВКП(б). В Вятке Быковский вёл научно-исследовательскую работу по изучению местного края.
С 1930 по 1932 год — старший научный сотрудник Института по изучению народов СССР в Ленинграде. С 1930 по 1934 год — заместитель председателя и член Государственной академии истории материальной культуры, там же с 1932 по 1934 год являлся членом бюро ВКП(б).
С 1 октября 1933 года — профессор, заведующий кафедрой истории материальной культуры Восточной Европы эпохи раннего феодализма, в 1935 году — заведующий кафедрой истории доклассового общества, преобразованной из ЛИЛИ.
Работал редактором журнала «Сообщения ГАИМК». В 1934 году он покинул ГАИМК и стал заведовать археологической секцией Института антропологии и этнографии АН СССР (ныне Институт этнологии и антропологии имени Н. Н. Миклухо-Маклая РАН).
4 августа 1936 года арестован «за участие в троцкистской оппозиции». 19 декабря 1936 года приговорён по статье 58-8, 11 УК РСФСР к высшей мере наказания. Расстрелян в тот же день в Ленинграде. Реабилитирован в 1957 году.

## Научная и публицистическая деятельность
Область научных интересов: история, этнография. Изучал древнейшую историю и палеоэтнографию Восточной Европы, включая верования и этногенез коми, вепсов, киммерийцев. Являлся активным и агрессивным сторонником и пропагандистом яфетической теории. Был активным участником и часто инициатором «чисток» и травли ряда учёных. В журнале «Сообщения ГАИМК» пытался стравливать сотрудников между собой. Выступал за ликвидацию археологии как самостоятельной области знания. Основным гарантом правильности научных выводов для С. Н. Быковского выступало понятие пролетарского интереса, совпадающего, по его словам, со стремлением к объективной истине.

## Основные труды
- Из рабочей папки историка // Труды Вятского педагогического института им. В. И. Ленина. — Т. 1. — Вятка, 1926. — С. 22—33.
- К вопросу о трех древнейших центрах Руси. — Вятка, 1928. — 72 с. — (Труды Вятского пед. ин-та им. В. И. Ленина. Т. 3, вып. 6).
- Об очередных задачах изучения карел (по поводу книги Д. А. Золотарева «Карелы СССР») // Карело-Мурманский край. — 1930. — № 6. — С. 10—12.
- Программа для собирания материалов по пережиткам тотемизма. — Л.: ГАИМК, 1930. — 8 с.
- Яфетический предок восточных славян — киммерийцы. — М.: ОГИЗ, 1931. — 99 с. — (Известия ГАИМК. Т. VIII, вып. 8—10).
- Методика исторического исследования. — Л.: ОГИЗ, 1931. — 204 с. — (Образовательная б-ка ГАИМК. № 2).
- Аптекарь В. Б., Быковский С. Н. Современное положение на лингвистическом фронте и очередные задачи марксистов-языковедов. — Л.: ОГИЗ, 1931. — 47 с. — (Известия ГАИМК. Т. X, вып. 8—9).
- Какие цели преследуются некоторыми археологическими исследованиями? // Сообщения ГАИМК. — 1931. — № 4/5. — С. 20—22.
- Этнография на службе классового врага // Советская этнография. — 1931. — № 3—4. — С. 3—13.
- О роли идеологической надстройки при изучении базиса // Сообщения ГАИМК. — 1931. — № 8. — С. 12—15.
- О классовых корнях старой археологии // Сообщения ГАИМК. — 1931. — № 9/10. — С. 2—5.
- О роли изучения языковых явлений в борьбе за новую историю материальной культуры // Сообщения ГАИМК. — 1931. — № 11/12. — С. 4—7.
- Этнография на службе у международного империализма // Этнография на службе у классового врага / отв. ред. С. Н. Быковский. — Л.: ОГИЗ, 1932. — С. 5—21. — (Библиотека ГАИМК. № 11).
- О предмете истории материальной культуры // Сообщения ГАИМК. — 1932. — № 1—2. — С. 3—6.
- Племя и нация в работах буржуазных археологов и историков и в освещении марксизма-ленинизма // Сообщения ГАИМК. — 1932. — № 3—4. — С. 4—18.
- Археология и политика. По поводу недоразумений проф. А. М. Тальгрена // Сообщения ГАИМК. — 1932. — № 7—8. — С. 40—43.
- Н. Я. Марр и его теория: к 45-летию научной деятельности / отв. ред. Л. Г. Башинджагян. — Л.: ОГИЗ, Ленсоцэкгиз, 1933. — 99 с.
- К вопросу о тотемизме // Из истории докапиталистических формаций. — М.—Л.: ОГИЗ, 1933. — С. 59—71. — (Известия ГАИМК. Вып. 100).
- Карл Маркс и археология // Проблемы истории материальной культуры. — 1933. — № 3—4. — С. 6—10.
- К пересмотру археологической терминологии // Проблемы истории материальной культуры. — 1933. — № 5—6. — С. 10—12.
- К. Маркс и языкознание // Маркс и проблемы языка. — М.—Л.: ОГИЗ; Соцэкгиз, 1934. — С. 29—48. — (Известия ГАИМК. Вып. 82).
- Из истории классовой борьбы в Новгороде Великом // Сергею Фёдоровичу Ольденбургу к пятидесятилетию научно-общественной деятельности. 1882—1932 / отв. ред. И. Ю. Крачковский. — Л.: Изд-во АН СССР, 1934. — С. 115—124.
- Доклассовое общество как социально-экономическая формация // Советская этнография. — 1934. — № 1—2. — С. 6—39.
- К вопросу об одомашнении животных // Советская этнография. — 1934. — № 3. — С. 3—27.
- Ф. Энгельс и проблема периодизации истории доклассового общества // Советская этнография. — 1934. — № 6. — С. 17—39.
- Ленин и основные проблемы истории доклассового общества. — М.—Л.: Изд-во АН СССР, 1935. — 192 с. — (Труды Ин-та антропологии и этнографии. Т. 3).
- Мнимая «измена» Болотникова // Проблемы источниковедения / ред. И. М. Троцкий. — Сб. 2. — М.—Л.: Изд-во АН СССР, 1936. — С. 47—71. — (Труды историко-археографического института АН СССР. Т. XVII).
- Энгельс и проблема происхождения общественных классов // Вопросы истории доклассового общества / ред. А. М. Деборин. — М.—Л.: Изд-во АН СССР, 1936. — С. 813—850. — (Труды Ин-та антропологии, археологии и этнографии АН СССР. Т. 4).